# Oberamt Göppingen

Karte der württembergischen Oberämter, Stand 1926

Das Oberamt Göppingen war ein württembergischer Verwaltungsbezirk (auf beigefügter Karte #18), der 1934 in Kreis Göppingen umbenannt und 1938 um den Hauptteil des aufgelösten Kreises Geislingen zum Landkreis Göppingen vergrößert wurde. Allgemeine Bemerkungen zu württembergischen Oberämtern siehe Oberamt (Württemberg).

## Geschichte

Oberamt Göppingen, Gebietsstand 1813, mit den früheren Herrschafts- und Ämtergrenzen
Legende

Bereits im 14. Jahrhundert war die Stadt Göppingen Hauptort einer württembergischen Vogtei. Zum hieraus entstandenen altwürttembergischen Amt, ab 1758 Oberamt, Göppingen kamen ab 1806 Orte hinzu, die zuvor zum Klosteramt Adelberg oder zur Ritterschaft gehört hatten. Nachbarn des von 1818 bis 1924 dem Donaukreis zugeordneten Bezirks waren nach der Neuordnung die Oberämter Schorndorf, Welzheim, Gmünd, Geislingen, Kirchheim und Eßlingen.

### Ehemalige Herrschaften
1813, nach Abschluss der Gebietsreform, setzte sich der Bezirk aus Bestandteilen zusammen, die im Jahr 1800 zu folgenden Herrschaften gehört hatten:
- Herzogtum Württemberg
Die altwürttembergischen Orte gehörten bis auf wenige Ausnahmen zum weltlichen Oberamt Göppingen. Börtlingen mit Breech und Zell, Holzhausen, Niederwälden, Oberwälden, Eschenbach und ein Teil von Schlat zählten zum Klosteramt Adelberg, Cyriakus- und Schurrhof zum Oberamt Schorndorf.
- Kurbayern, Herrschaft Wiesensteig: Anteile an Ganslosen und Ursenwang.
- Reichsstadt Ulm: Rommental.
- Reichsritterschaft
Beim Ritterkanton Kocher der schwäbischen Ritterschaft waren immatrikuliert:
  - Dürnau mit Gammelshausen (Graf von Degenfeld-Schonburg),
  - Filseck (Freiherr von Münch),
  - Großeislingen (etwa 2/3 des Ortes, Graf von Degenfeld-Schonburg),
  - Rechberghausen (Graf von Degenfeld-Schonburg),
  - Staufeneck mit Salach (Graf von Degenfeld-Schonburg),
  - Jebenhausen und Iltishof (Freiherr von Liebenstein).
  - Birenbach gehörte mehrheitlich zum Rittergut Wäschenbeuren, der größte Teil von Ottenbach zum Rittergut Hohenrechberg, St. Gotthardt zum Rittergut Eybach, einzelne Höfe im Ottenbacher Tal zu den Rittergütern Donzdorf, Hohenrechberg, Kleinsüßen und Ramsberg. Am Kondominium Krummwälden waren neben Württemberg die Rittergüter Hohenrechberg und Kleinsüßen beteiligt.

## Gemeinden

### Einwohnerzahlen 1844
Folgende Gemeinden waren 1844 dem Oberamt Göppingen unterstellt:
| Nr. | Frühere Gemeinde | Einwohnerzahl 1844    | Einwohnerzahl 1844 | Heutige Gemeinde        |
| Nr. | Frühere Gemeinde | evangel.              | kathol.            | Heutige Gemeinde        |
| --- | ---------------- | --------------------- | ------------------ | ----------------------- |
| 1   | Göppingen        | 5347                  | 12                 | Göppingen               |
| 2   | Albershausen     | 917                   | 6                  | Albershausen            |
| 3   | Bartenbach       | 497                   | –                  | Göppingen               |
| 4   | Betzgenried 1    | 603                   | –                  | Göppingen               |
| 5   | Birenbach        | 104                   | 210                | Birenbach               |
| 6   | Börtlingen       | 724                   | 10                 | Börtlingen              |
| 7   | Boll             | 1530                  | –                  | Bad Boll                |
| 8   | Bünzwangen       | 459                   | 1                  | Ebersbach an der Fils   |
| 9   | Dürnau           | 663                   | 35                 | Dürnau                  |
| 10  | Ebersbach        | 1966                  | –                  | Ebersbach an der Fils   |
| 11  | Eschenbach       | 522                   | 1                  | Eschenbach              |
| 12  | Faurndau         | 692                   | 8                  | Göppingen               |
| 13  | Gammelshausen    | 346                   | 9                  | Gammelshausen           |
| 14  | Ganslosen 2      | 541                   | 17                 | Bad Ditzenbach          |
| 15  | Groß-Eislingen   | 473                   | 977                | Eislingen/Fils          |
| 16  | Gruibingen       | 1095                  | –                  | Gruibingen              |
| 17  | Hattenhofen      | 1144                  | 3                  | Hattenhofen             |
| 18  | Heiningen        | 1269                  | 3                  | Heiningen               |
| 19  | Hohenstaufen     | 1334                  | 28                 | Göppingen               |
| 20  | Holzhausen       | 302                   | 12                 | Uhingen                 |
| 21  | Holzheim         | 840                   | 3                  | Göppingen               |
| 22  | Jebenhausen      | 653 Juden: 525        | 7                  | Göppingen               |
| 23  | Klein-Eislingen  | 991                   | 8                  | Eislingen/Fils          |
| 24  | Maitis           | 237                   | 9                  | Göppingen               |
| 25  | Oberwälden       | 317                   | –                  | Wangen                  |
| 26  | Ottenbach        | 92                    | 576                | Ottenbach               |
| 27  | Rechberghausen   | 3                     | 783                | Rechberghausen          |
| 28  | Reichenbach      | 861                   | 1                  | Reichenbach an der Fils |
| 29  | Salach           | 168                   | 459                | Salach                  |
| 30  | Schlath          | 884                   | 15                 | Schlat                  |
| 31  | Schlierbach      | 1834                  | 4                  | Schlierbach             |
| 32  | Sparwiesen       | 277                   | –                  | Uhingen                 |
| 33  | Uhingen          | 1249                  | 8                  | Uhingen                 |
| 34  | Wangen           | 611                   | –                  | Wangen                  |
|     | Summe            | 29542 Israeliten: 525 | 6343               |                         |

### Änderungen im Gemeindebestand seit 1813

Gemeinden und Markungen um 1860

1825 wurde Ottenbach von Hohenstaufen getrennt und zur selbständigen Gemeinde erhoben. Der neuen Gemeinde wurden Kitzen (von der Gemeinde Großeislingen) und einige zuvor zu Salach gehörende Höfe zugeteilt.
1826 wurde Maitis von Hohenstaufen getrennt und zur selbständigen Gemeinde erhoben.
1827 wurde Birenbach von Börtlingen getrennt und zur selbständigen Gemeinde erhoben.
1838 wurde St. Gotthardt, das erst seit etwa 1825 selbständige Gemeinde war, wieder nach Holzheim eingegliedert.
1842 wurde die Gemeinde Hochdorf vom Oberamt Göppingen zum Oberamt Kirchheim versetzt.
1850 wurde der Schafhof von Uhingen nach Albershausen umgemeindet.
1867 wurden Bärenbach und Bärenhöfle von Ottenbach nach Salach umgemeindet.
1926 wurde die Nassachmühle von Baiereck (Oberamt Schorndorf) nach Uhingen umgemeindet.
1932 wurde Sulpach von Roßwälden (Oberamt Kirchheim) nach Ebersbach umgemeindet.
1933 wurden die Gemeinden Groß- und Kleineislingen zur Stadt Eislingen/Fils zusammengeschlossen. Im selben Jahr wurde Eckwälden von Zell unter Aichelberg (Oberamt Kirchheim) nach Boll umgemeindet, außerdem der Ziegerhof von Wäschenbeuren (Oberamt Welzheim) nach Maitis.
1935 wurde Niederwälden von Holzhausen nach Wangen umgemeindet.

## Amtsvorsteher
Die Oberamtmänner des Oberamts Göppingen ab 1806:
- 1806–1811: Ludwig Muff
- 1811–1813: Christian Kausler
- 1813–1819: Johann Gottlob Christoph von Seeger
- 1819–1824: Christian Friedrich Bolley
- 1824–1836: Friedrich von Sprösser
- 1836–1839: Wilhelm Friedrich von Widenmann
- 1839–1850: Karl Christian Schmid
- 1850–1863: Friedrich Franz Mayer
- 1864–1872: Friedrich Ludwig Ernst Neudörffer
- 1872–1883: Eugen Rudolph Wilhelm Thym
- 1884–1887: Heinrich von Mosthaf
- 1887–1893: Gustav Flaxland
- 1893–1918: Albrecht Schönmann
- 1918–1921: Ernst Schmidt
- 1921–1922: Wilhelm Wandel (Amtsverweser)
- 1922–1933: August Feurer
- 1934–1936: Walter Bertsch